# Labanda ceylusalis
Labanda ceylusalis är en fjärilsart som beskrevs av Walker 1859. Labanda ceylusalis ingår i släktet Labanda och familjen trågspinnare. Inga underarter finns listade i Catalogue of Life.